# Sympycnus gracilis
Sympycnus gracilis är en tvåvingeart som beskrevs av Octave Parent 1934. Sympycnus gracilis ingår i släktet Sympycnus och familjen styltflugor. Inga underarter finns listade i Catalogue of Life.